# SMS Zieten
SMS Zieten – niemiecka kanonierka torpedowa, będąca na wyposażeniu Kaiserliche Marine, wodowana w 1876. Nazwa okrętu pochodzi od pruskiego generała Hansa Joachima von Zietena.
Okręt ten był pierwszym dużym torpedowcem niemieckim. Początkowo uzbrojony był tylko w dwie stałe, podwodne, pojedyncze wyrzutnie torpedowe usytuowane na dziobie i rufie. Mimo braku artylerii, dzięki dobrym właściwościom morskim oraz dużej liczbie torped (10 sztuk), był postrzegany jako jednostka o dużych możliwościach bojowych. Później do jego uzbrojenia dołączono 6 dział kal. 50 mm, czyniąc z niego efektywną kanonierkę torpedową. Od 1899 roku pełnił służbę jako okręt ochrony rybołówstwa. Po wybuchu I wojny światowej został patrolowcem przybrzeżnym. Służbę patrolową pełnił wraz z torpedowcami D3, T61, T62 oraz z eskortowcem „Schwalbe”. „Zieten” został złomowany w roku 1921.